# Prostomis cameronica
Prostomis cameronica es una especie de coleóptero de la familia Prostomidae.

## Distribución geográfica
Se encuentra Malasia.